# Kisgyalán
Kisgyalán is een plaats (község) en gemeente in het Hongaarse comitaat Somogy. Kisgyalán telt 252 inwoners (2001).